# The Punisher (computadora)
The Punisher es un videojuego de 1990 desarrollado por Paragon Software y lanzado por MicroProse, protagonizado por el antihéroe de Marvel Comics, Punisher.
En el mismo año, también hubo The Punisher para NES, no relacionado con este y lanzado por LJN.

## Jugabilidad
Cuenta con tres modos de juego diferentes: conducir el "Battle Van" de Punisher, caminar por las calles y edificios selectos de Nueva York y bucear.
El jugador asume el papel de Punisher e intentará vengarse del crimen organizado, que ha matado a la familia de Punisher. El equipo consta de un cuchillo, varias pistolas semiautomáticas, granadas, el Battle Van y un equipo de buceo.

## Recepción
En el número 77 de Computer Gaming World (diciembre de 1990), Charles Ardai declaró que The Punisher "es el cumplimiento de un deseo del más alto nivel, una venganza de "Death Wish" fantasía mezclada con un grito honesto desde el estómago por la justicia [...]. Para los neoyorquinos reales que se enfrentan a una ola de crímenes demasiado real, y pronosticaron fuertes ventas en áreas urbanas. Sin embargo, le dio al juego una recomendación calificada debido a fallas que incluyen gráficos de calidad inconsistente, controles deficientes, errores y protección contra copia ineficaz basada en el manual.
En el número 148 de la misma revista, Punisher como en la versión desarrollada de Paragon Software es mencionado como el decimoquinto héroe más memorable de todos los tiempos.
El 31 de octubre de 1991, "The Punisher" fue indexado por el Departamento Federal de Medios Dañinos para los Jóvenes de Alemania en una lista de juegos considerados una mala influencia para los jugadores más jóvenes.